# Mega Man IV
Mega Man IV, i Japan känt som Rockman World 4 (ロックマンワールド4 Rokkuman Wārudo Fō?), är ett Game Boy-spel utvecklat av Capcom.

## Handling
En fridfull dag dyker Dr. Wily upp i en rymdfarkost. Han skickar iväg ett radiomeddelande som orsakar kaos på den årliga robotutställningen och skickar sedan ut åtta nybyggda ledarrobotar till olika delar av staden, vilket leder till förstörelse. Mega Man är dock en robot som motstått omprogrammeringssignalen. Mega Man besegrar ledarrobotarna och tar upp jakten på Dr. Wily, som för honom till en stor tank. Snart dyker roboten Ballade upp för att tillintetgöra Mega Man. Mega Man besegrar Ballade, och tar upp jakten på övriga fiender innan han återigen stöter på Ballade. Dr. Wily flyr dock snart till sin rymdstation.
Dr. Light utrustar Mega Mans kompanjon, den hundliknande roboten Rush, med förmågan att flyga genom rymden. Mega Man besegrar Dr. Wily, men misslyckas med att ta sig ut från den exploderande rymdstationen. Ballade dyker då upp och spränger själv, så att Mega Man kan fly genom ett hål i väggen.

### Fotnoter
1. ↑  ”Game Boy (original) Games” (PDF). Nintendo. Arkiverad från originalet den 15 juni 2011. https://web.archive.org/web/20110615005225/http://www.nintendo.com/consumer/gameslist/manuals/dmg_games.pdf. Läst 30 april 2014.